# 湯馬士·修打蘭

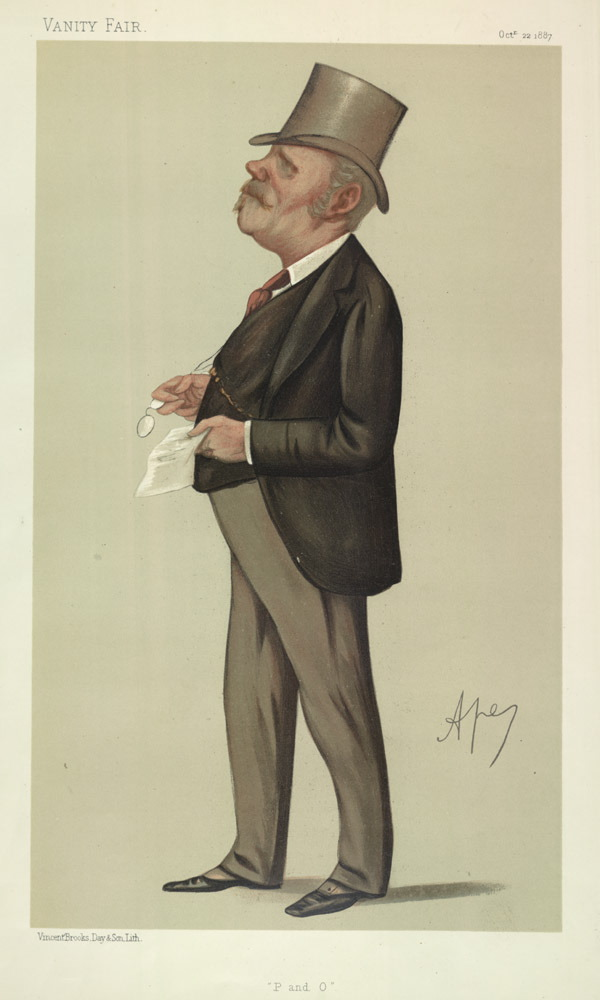

托马斯·萨瑟兰爵士，GCMG（英語：Sir Thomas Sutherland，又譯作蘇石蘭，1834年—1922年），蘇格蘭人，出生于苏格兰阿伯丁郡。香港黃埔船塢公司、香港上海滙豐銀行創辦人。
他在蘇格蘭阿伯丁大学读书。19岁前往伦敦，任職鐵行輪船公司，兩年后被派往印度孟買，1855年来香港負責該區的監督工作。任職期間，他將公司的航运服务从香港、广州、上海拓展至厦门、汕头和福州。1863年，香港黃埔船塢公司成立，他出任該公司的第一任主席。
1863年，乘船从香港前往汕头出差的航行途中，他在一本《布莱克伍德杂志》（Blackwood's Magazine）杂志上翻了一篇介绍英国的银行业务体系的文章，興起創辦銀行的意頭。鸦片战争后，中国外债猛增，亟需一套完善的银行体系。但当时中国只知钱庄票号，不懂银行，而外资银行总部设在英国或印度。这种金融体系，不管谁开一家总部在中国的银行，都能从清政府身上稳赚。當他得悉孟買英商計劃創立“皇家中國銀行”時，立即行动起来，跟香港早年著名律師波拉德一起准备商业计划书。凭借香港船坞主席的身份，苏石兰很快联合15家洋行成立临时委员会。當時除了怡和洋行因不欲與競爭對手寶順洋行合作外，其餘洋行均支持計劃。之後由來自香港、上海和加爾各答的商人全數認繳500萬港元資本，憑著這筆資本，银行於1865年3月3日正式在在港岛皇后大道中1号開業。一个月后，又在上海和平饭店底层租了一层办公室，开设上海分行。银行英文名Hong Kong and Shanghai Banking Corporation Ltd直译为“香港上海银行有限公司”，简称HSBC。由于当时银行中文名中多有“汇理”二字，苏石兰入乡随俗将中文名定为“香港上海滙理銀行”（1881年汇理银行邀请曾国藩长子、时任清朝外交官的曾纪泽为钞票题词的时候，曾纪泽取汇款丰裕之意，赐名“汇丰银行”）。1866年经济危机，港英政府陷入财务泥潭，滙理銀行为港府提供了10万港币的紧急贷款。港府马上授权了滙理銀行处理香港政府的对外支付，还赐予了发行港币待遇。拥有发钞权后十年，滙理钞票发行量占到四大英资发钞行的51%，超过拥有30年发钞历史的丽如银行四倍。
他返英后曾任苏伊士运河公司副总裁，並於1876年晉升为鐵行輪船公司总裁。
香港上環的修打蘭街，正是以他命名。 